# Riccardo Garrone (imprenditore)
Riccardo Garrone, detto Duccio (Genova, 23 gennaio 1936 – Grondona, 21 gennaio 2013), è stato un imprenditore e dirigente sportivo italiano, che è stato presidente, poi presidente onorario e consigliere di amministrazione dell'azienda di famiglia, la ERG SpA fondata da suo padre Edoardo nel 1938, oltre ad essere presidente del Banco di San Giorgio, della onlus MUS-E Italia, di Capitalimpresa Srl e della Fondazione Edoardo Garrone.

## Biografia

### Carriera
Nasce a Genova il 23 gennaio 1936 da Edoardo Garrone, fondatore della ERG. Frequenta il Liceo ginnasio Andrea D'Oria e si laurea in chimica industriale. Nel 1963, a causa della prematura ed improvvisa scomparsa del padre Edoardo, assume la guida della ERG e nel 1971 realizza la Raffineria ISAB parte del Polo petrolchimico siracusano di Priolo Gargallo in Sicilia. Dal 1983 al 1986 e poi dal 1998 al 2000 presiede l'Associazione Industriali di Genova. Nel 1993 viene nominato Cavaliere del lavoro.
Nel 2003 lascia la presidenza della società al figlio Edoardo, pur mantenendo la carica di consigliere di amministrazione della holding capogruppo. È stato presidente del consiglio di amministrazione del Banco di San Giorgio. Nel gennaio del 2005 diventa presidente della Fondazione Edoardo Garrone, fondazione culturale dedicata al padre. Nello stesso anno gli viene conferita dall'Università degli Studi di Genova la laurea honoris causa in ingegneria chimica. Si impegna anche in politica a fianco del Partito Repubblicano Italiano. Nel 2008 diventa presidente onorario di ERG SpA.

### Sampdoria
Già sponsor della Sampdoria con la ERG dal 1988 al 1995, nel 2001 propone la fusione fra Genoa e Sampdoria, che militavano allora entrambe in Serie B. L'11 gennaio 2002 acquista la Sampdoria salvandola dal fallimento. Nel suo primo anno di presidenza la Sampdoria conquista la promozione in Serie A e all'ottavo anno, nel 2010, raggiunge la qualificazione in Champions League. Nella stagione 2010-2011 la Sampdoria torna nuovamente in Serie B, categoria nella quale rimane comunque una sola stagione; all'epoca, comunque, aveva già lasciato le redini della squadra al figlio Edoardo.

### Morte
Malato da tempo di un tumore al pancreas, muore nella sua villa di Grondona - in località San Martino - la sera del 21 gennaio 2013. I funerali vengono celebrati dal cardinal Angelo Bagnasco nella Chiesa del Gesù di Genova il 23 gennaio successivo, giorno in cui avrebbe compiuto 77 anni. Alla cerimonia sono presenti tutti i componenti della rosa della Sampdoria e del Genoa oltre a molti altri personaggi del mondo del calcio come Massimo Moratti, Adriano Galliani, Giuseppe Marotta, Franco Baresi, Enrico Mantovani, Enrico Preziosi, Aldo Spinelli e molte ex glorie della Sampdoria fra cui Antonio Cassano, Giampaolo Pazzini, Francesco Flachi, Fabio Bazzani e Sergio Volpi. Viene sepolto nella tomba di famiglia a Carpeneto accanto al padre Edoardo.